# Världsmästerskapet i cricket för damer
Världsmästerskapet i cricket för damer, spelas sedan 1973. Turneringarna anordnas av ICC.

## Världsmästare
- Australien - 1978, 1982, 1988, 1997, 2005, 2013
- England - 1973, 1993, 2009, 2017
- Nya Zeeland - 2000

### Fotnoter
1. ↑  Mark Mitchener (25 januari 2013). ”ICC Women's World Cup 2013 tournament guide” (på engelska). BBC. http://www.bbc.com/sport/cricket/21084474. Läst 7 januari 2017.